# Telmatobius carrillae
Telmatobius carrillae är en groddjursart som beskrevs av Morales 1988. Telmatobius carrillae ingår i släktet Telmatobius och familjen Ceratophryidae. IUCN kategoriserar arten globalt som sårbar. Inga underarter finns listade i Catalogue of Life.